# 5-ميثيل يوريدين
الريبوثايمدين أو 5-ميثيل يوريدين (بالإنجليزية: 5-Methyluridine)‏ (m5U) هو ريبونوكليوسيد مكوَّن من ثايمين وريبوز مترابطين برابطة غليكوسيدية β-N1، الريبونوكليوسيد منقوص الأكسجين الخاص به هو ثيميدين.

## الوظيفة البيولوجية
الريبوثايمدين هو ريبونكليوسيد نادر يتواجد أساسا في ضد الكودون للرنا الناقل، لا يتم إدراجه مباشرة أثناء النسخ بواسطة بوليميراز الرنا عكس الثيميدين المتواجد في الدنا. أثناء عملية النسخ يتم إدراج يوريدين في الرنا قبل الناقل والذي يتم تعديله لاحقا بواسطة إنزيم محدد هو رنا.ن (يوراسيل 5-)-ميثيل ترانسفراز. (ر.ت.إ 2.1.1.35)، ويتم إدراجه في الوضعية 54 لدى الرنا الناقل ويساهم في استقرار بنية الرنا ثلاثية الأبعاد.